# Hermann Franz
Hermann Friedrich Franz, född 16 augusti 1891 i Leipzig, död 18 februari 1969 i Bonn, var en tysk SS-Brigadeführer och generalmajor i polisen. Mellan 1943 och 1945 var han befälhavare för Ordnungspolizei i Aten. År 1944 var han därtill Högre SS- och polischef (Höhere SS- und Polizeiführer, HSSPF) i det av Tyskland ockuperade Grekland. Från februari till maj 1945 var Franz befälhavare för Ordnungspolizei i Norge.

## Biografi
Efter avslutad skolgång gick Franz på underofficersskolan i Struppen och senare på den i Marienberg, bägge belägna i Kungariket Sachsen. Han deltog i första världskriget och inledde 1920 sin polistjänstgöring.
Franz blev i december medlem i Nationalsocialistiska tyska arbetarepartiet (NSDAP). Från 1933 till 1938 var han polisdirektor i Plauen. I augusti 1940 inträdde Franz i Schutzstaffel (SS) och blev i samband med Operation Barbarossa, Tysklands anfall på den tidigare bundsförvanten Sovjetunionen, kommendör för Polizeiregiment Süd. Franz regemente tog aktiv del i förintelsen av Ukraina judiska befolkning.
I november 1943 förflyttades Franz till Grekland där han blev befälhavare för Ordnungspolizei i Aten och för en kortare period Högre SS- och polischef. Under andra världskrigets slutskede — från februari till maj 1945 — tjänstgjorde han som befälhavare för Ordnungspolizei i Norge. Där greps han av brittiska soldater och satt i krigsfångenskap till 1947.

## Befordringshistorik
| Datum             | Tjänstegrad                                                  |
| ----------------- | ------------------------------------------------------------ |
| 1 december 1920   | Leutnant                                                     |
| 1 december 1923   | Oberleutnant der Schutzpolizei                               |
| 11 juni 1933      | Hauptmann der Schutzpolizei                                  |
| 1 december 1933   | Major der Schutzpolizei                                      |
| 20 april 1938     | Oberstleutnant der Schutzpolizei                             |
| 1 augusti 1940    | Oberst der Schutzpolizei                                     |
| 1 augusti 1940    | SS-Obersturmbannführer (inträdde i SS med denna tjänstegrad) |
| 1 april 1941      | SS-Standartenführer                                          |
| 21 december 1943  | SS-Oberführer                                                |
| 14 september 1944 | SS-Brigadeführer und Generalmajor der Polizei                |

## Utmärkelser
- Järnkorset av andra klassen
- Järnkorset av första klassen
- Tilläggsspänne till Järnkorset av andra klassen
- Krigsförtjänstkorset av andra klassen med svärd
- Krigsförtjänstkorset av första klassen med svärd
- Östfrontsmedaljen
- Sachsens hederskors med svärd
- Friedrich-August-Medaille
- Ärekorset
- Deutsche Rettungsmedaille am Bande
- Tyska polisens tjänsteutmärkelse av andra klassen
- Sudetenlandmedaljen (Die Medaille zur Erinnerung an den 1. Oktober 1938)
- Ungerska krigsmedaljen med svärd
- Såradmärket i svart
- Deutsche Sportabzeichen i guld
- SA:s idrottsutmärkelse i brons
- SS-Ehrenring (Totenkopfring)